# Rügshofen
Rügshofen ist ein Gemeindeteil der Stadt Gerolzhofen im unterfränkischen Landkreis Schweinfurt in Bayern.

## Geografische Lage
Das Dorf Rügshofen liegt nordöstlich der Gerolzhöfer Altstadt an der Staatsstraße 2275. Weiter im Norden beginnt mit dem Ortsteil Mönchstockheim das Gebiet der Gemeinde Sulzheim. Östlich liegt Dingolshausen. Weiter südlich liegen die beiden anderen Gerolzhöfer Gemeindeteile Lindelachshof und Klesenmühle. Gerolzhofen selbst nimmt den gesamten Südwesten und Westen ein. Getrennt durch die Staatsstraße beginnen die Industriegebiete, das Areal am Spielsee liegt Rügshofen am nächsten.

## Geschichte
Die erste Nennung Rügshofens erfolgte im Jahr 742. Damals wurde der Ort „Hruodeshov“ genannt, was auf eine Hofgründung durch einen gewissen Hruod bzw. Ruodi oder eine Rodung hinweist. Der Karolinger Karlmann schenkte damals die Zehnten des Königshofs an das Bistum Würzburg. Später gelangte der Hof an das Kloster Fulda. Im Jahr 880 überschrieb Kaiser Arnulf der Bonifatiusabtei neben anderen Orten auch „Rügshoven“. Im Jahr 906 wurde die Schenkung durch Ludwig das Kind bestätigt.
Bereits in Mittelalter und Früher Neuzeit orientierten sich die Einwohner in Richtung der nahen Stadt Gerolzhofen. So war er auch der Regiswindis-Pfarrei zugeordnet, weswegen Rügshofen bis heute keine Kirche besitzt. Während des Dreißigjährigen Krieges wurde dem Ort die Nähe zur Stadt auch zum Verhängnis. Die Schweden scheiterten bei ihrer Belagerung von Gerolzhofen und plünderten stattdessen die umgebenden Orte Rügshofen und Lindelach. Nur Rügshofen entstand in der Folgezeit neu.
Die Bewohner von Rügshofen besaßen lange Zeit auch keine eigene Gemarkung, sondern bestellten ihre Felder in der Gerolzhöfer Gemarkung. Erst 1860 trennte die königlich-bayerische Regierung die beiden Gemarkungen voneinander. Im Ersten Weltkrieg starben sieben Rügshöfer auf den Schlachtfeldern, im Zweiten Weltkrieg verlor der Ort neun Söhne. Am 1. Mai 1978 wurde die Gemeinde Rügshofen im Rahmen der Gebietsreform in Bayern in die Nachbarstadt Gerolzhofen eingemeindet.

## Kultur und Sehenswürdigkeiten
Den historischen Mittelpunkt des Straßendorfes bildet das Gemeindehaus oder Rathaus an der Hauptstraße. Es entstand bereits zwischen 1580 1586 wurde aber in seiner Gestalt in den 1820er Jahren stark verändert. Es präsentiert sich als zweigeschossiger Satteldachbau mit Fachwerkobergeschoss. Besonders markant ist der aufgesetzte Dachreiter. Vor dem Rathaus wurde das Kriegerdenkmal der ehemaligen Gemeinde aufgestellt. Es wurde 1929 als Pavillon gestaltet. Verantwortlich für die Errichtung zeichneten die beiden Amerika-Auswanderer Anna und Martin Weber verantwortlich.
Besonders charakteristisch für das kleine Dorf sind die vielen Bildstöcke, die typisch für einen katholischen Ort in Franken sind. Kunsthistorisch bedeutsam sind der Martinsbildstock von 1606 in der Nähe der Dorfäcker und die Laurenzimarter von 1890 am südlichen Dorfrand. Die Bildstöcke liegen heute am Fränkischen Marienweg. Ebenfalls sind in Rügshofen mehrere markante Hoftore mit Fußgängerpforten zu finden, die während des 18. Jahrhunderts entstanden.